# Виборчий округ 72
Виборчий округ 72 — виборчий округ в Закарпатській області. В сучасному вигляді був утворений 28 квітня 2012 постановою ЦВК №82 (до цього моменту існувала інша система виборчих округів). Окружна виборча комісія цього округу розташовується в Тячівському районному будинку культури за адресою м. Тячів, вул. Незалежності, 40.
До складу округу входять Рахівський район та частина Тячівського району (окрім західного краю району). Виборчий округ 72 межує з округом 71 на заході, з округом 70 на північному заході, з округом 86 на півночі, з округом 87 на північному сході, з округом 89 на сході та обмежений державним кордоном з Румунією на півдні. Виборчий округ №72 складається з виборчих дільниць під номерами 210398-210439, 210474-210478, 210482-210503, 210505-210515, 210517-210521, 210525-210528, 210530-210533, 210536, 210539-210547 та 210809.

## Народні депутати від округу
| Ім'я                       | Фото | Партія         | Скликання | Дата набуття повноважень | Дата припинення повноважень |
| -------------------------- | ---- | -------------- | --------- | ------------------------ | --------------------------- |
| Петьовка Василь Васильович |      | Єдиний центр   | 7-ме      | 12 грудня 2012           | 27 листопада 2014           |
| Петьовка Василь Васильович |      | самовисуванець | 8-ме      | 27 листопада 2014        | 29 серпня 2019              |
| Петьовка Василь Васильович |      | самовисуванець | 9-те      | 29 серпня 2019           |                             |

## Результати виборів

### Парламентські

#### 2019
Кандидати-мажоритарники:
- Петьовка Василь Васильович (самовисування)
- Носа Вадим Іванович (Слуга народу)
- Данилюк Олександр Мирославович (Голос)
- Юращук Василь Миколайович (Патріот)
- Йовдій Василь Михайлович (Єдиний центр)
- Федурцьо Василь Васильович (самовисування)
- Думин Ярослав Васильович (самовисування)
- Сурмачевський Іван Михайлович (Самопоміч)
- Кут Віталій Васильович (самовисування)
- Палінкаш Іван Олегович (самовисування)
- Куцин Олег Іванович (Свобода)
- Савчук Ігор Петрович (Опозиційна платформа — За життя)
- Марина Василь Іванович (самовисування)
- Пономаренко Йосип Васильович (самовисування)
- Несух Микола Михайлович (Радикальна партія)

#### 2014
Кандидати-мажоритарники:
- Петьовка Василь Васильович (самовисування)
- Дем'янчук Василь Юрійович (Народний фронт)
- Косівський Микола Іванович (самовисування)
- Айб Володимир Іванович (самовисування)
- Савуляк Василь Васильович (самовисування)
- Богачик Володимир Дмитрович (Сильна Україна)
- Добринський Ігор Вікторович (самовисування)
- Кадочніков Сергій Леонідович (Комуністична партія України)
- Бобич Ладіслав Васильович (самовисування)

#### 2012
Кандидати-мажоритарники:
- Петьовка Василь Васильович (Єдиний центр)
- Шелевер Михайло Іванович (Партія регіонів)
- Куцин Олег Іванович (Свобода)
- Дан Василь Іванович (УДАР)
- Айб Володимир Іванович (самовисування)
- Габор Іван Іванович (Українська народна партія)
- Бережник Михайло Михайлович (Комуністична партія України)
- Добринський Ігор Вікторович (самовисування)
- Шелемба Віталій Михайлович (самовисування)
- Олексій Василь Іванович (Соціалістична партія України)
- Маринець Роман Андрійович (самовисування)

## Явка
Явка виборців на окрузі: